# Brian Schutz
Brian Schutz (Landsmeer, 24 november 1975) is een Nederlandse professioneel golfer. Hij exploiteert sinds 2010 de golfschool en drivingrange op de Zaanse Golf Club.

## Voetbal
Schutz was profvoetballer en speelde in AJAX 2 toen hij in 1993 geblesseerd raakte en die carrière in 1996 moest opgeven. Wel speelt hij nog bij het veteranenteam van AJAX 1.

## Golf
In 1992 was Schutz al met golf begonnen. Hij werd top-amateur, won in 2001 de Order of Merit en werd professional. Hij speelde op de Moonlight Tour in Florida en won er drie toernooien. Zijn laagste ronde was 65 op Black Bear. Hij speelde ook in Zuid-Afrika waar hij twee toernooien won.